# Tachigali bracteolata
Tachigali bracteolata är en ärtväxtart som beskrevs av John Duncan Dwyer. Tachigali bracteolata ingår i släktet Tachigali och familjen ärtväxter. Inga underarter finns listade i Catalogue of Life.